# Dreuil-lès-Amiens

Dreuil-lès-Amiens este o comună în departamentul Somme, Franța. În 1 ianuarie 2022 avea o populație de 1.582 de locuitori.